# قورباغه پنجه‌دار غربی
قورباغه پنجه‌دار غربی (نام علمی: Xenopus tropicalis) نام یک گونه از سرده قورباغه پنجه‌دار است.